# Neuenufer
Neuenufer ist eine Ortslage im Solinger Stadtteil Ohligs.

## Geographie
Der Ort befindet sich im Grenzgebiet der Stadtteile Ohligs und Aufderhöhe südlich der Viehbachtalstraße nahe der Kreuzung der Höhscheider Straße und der Straße Ober der Mühle. Er ist über eine kleine Stichstraße von der Hölderlinstraße aus zu erreichen, die auch den Namen des Ortes trägt. Die Viehbachtalstraße quert bei Altenufer im Norden auf einer Brücke die Höhscheider Straße. Auf der Nordseite des Viehbachtales liegen Scharrenberg und die Scharrenberger Mühle. Im Nordosten befinden sich Hülsen und südlich davon Riefnacken und Aufderbech, östlich außerdem die Wohnsiedlungen an Hölderlin- und Rückertstraße. Im Westen beziehungsweise im Südwesten liegen Barl und die Gewerbegebiete an der Mühlenstraße und der Straße Ober der Mühle. An der Gemarke befindet sich zudem die Endstelle der Viehbachtalstraße.

## Etymologie
Die Ortsbezeichnung Neuenufer rührt von der Lage der Hofschaft her. Der Ort befindet sich an einem Ufer, also einem Hang oder Abhang des Viehbachtales. Neuen- dient der Unterscheidung von dem nahegelegenen Ort Altenufer. Letzterer dürfte der ältere der beiden sein.

## Geschichte
Im Jahre 1715 in der Karte Topographia Ducatus Montani, Blatt Amt Solingen, von Erich Philipp Ploennies sind beide Orte Alten- und Neunufer mit einer Hofstelle verzeichnet und als ufer benannt. Sie gehörten zur Honschaft Barl innerhalb des Amtes Solingen. Die Topographische Aufnahme der Rheinlande von 1824 verzeichnet Neuenufer unbeschriftet und die Preußische Uraufnahme von 1844 als Neu Ufer. In der Topographischen Karte des Regierungsbezirks Düsseldorf von 1871 sind beide Orte verzeichnet und als Ufer benannt.
Nach Gründung der Mairien und späteren Bürgermeistereien Anfang des 19. Jahrhunderts gehörte Neuenufer zur Bürgermeisterei Merscheid, die 1856 zur Stadt erhoben und im Jahre 1891 in Ohligs umbenannt wurde.
1815/16 lebten zusammen 49 Menschen in Alten- und Neuenufer, im Jahre 1830 57 Menschen im als Weiler bezeichneten Alter und Neuer Ufer. Dort lag er in der Flur VIII. Wieveldick. Der nach der Statistik und Topographie des Regierungsbezirks Düsseldorf als Hofstadt kategorisierte Ort besaß zu dieser Zeit fünf Wohnhäuser und vier landwirtschaftliche Gebäude mit 30 Einwohnern, davon einer katholischen und 29 evangelischen Bekenntnisses. Die Gemeinde- und Gutbezirksstatistik der Rheinprovinz führt den Ort 1871 mit acht Wohnhäusern und 38 Einwohnern auf. Im Gemeindelexikon für die Provinz Rheinland von 1888 werden für Neuenufer acht Wohnhäuser mit 42 Einwohnern angegeben. 1895 besitzt der Ortsteil neun Wohnhäuser mit 48 Einwohnern.
Mit der Städtevereinigung zu Groß-Solingen im Jahre 1929 wurde Neuenufer ein Ortsteil Solingens. Als einer der wenigen tatsächlich realisierten Abschnitte der geplanten Autobahn 54 entstand am Ende der 1970er Jahre auf dem Teilstück An der Gemarke bis Mangenberg eine vierspurige Kraftfahrstraße durch das nördlich von Altenufer gelegene Viehbachtal. Dieses Teilstück der als L 141n gewidmeten Viehbachtalstraße wurde am 31. August 1979 dem Verkehr übergeben. Nach zahlreichen Anwohnerbeschwerden über zu viel Lärm wurden im Folgejahr einige Maßnahmen für einen verbesserten Lärmschutz eingeleitet. Der Weiterbau der Viehbachtalstraße zwischen Mangenberg und dem Frankfurter Damm erfolgte bis 1981. Ein weiterer Ausbau unterblieb; die A 54 wurde nie fertiggestellt.:55